# Simplé
Simplé – miejscowość i gmina we Francji, w regionie Kraj Loary, w departamencie Mayenne.
Według danych na rok 2010 gminę zamieszkiwały 373 osoby, a gęstość zaludnienia wynosiła 40 osób/km².